# The Power of the Press
The Power of the Press é um filme mudo dos Estados Unidos de 1928, do gênero drama, dirigido por Frank Capra, estrelado por Douglas Fairbanks Jr. como um repórter e Jobyna Ralston como uma jovem mulher suspeita de assassinato.
Em 2005, o filme foi selecionado para National Film Registry pela Biblioteca do Congresso dos Estados Unidos, como sendo "culturalmente, historicamente, ou esteticamente significante".

## Elenco
- Douglas Fairbanks Jr. ... Clem Rogers
- Jobyna Ralston ... Jane Atwill
- Mildred Harris ... Marie Weston
- Philo McCullough ... Robert Blake
- Wheeler Oakman ... Van
- Robert Edeson
- Edward Davis ... Mr. John Atwill
- Dell Henderson ... Bill Johnson
- Charles Clary ... Promotor Nye
- Spottiswoode Aitken ... Escritor de esportes
- Frank Manning ... Detetive